# Oscar af Ugglas
Oscar Magnus af Ugglas, född 20 februari 1901 i Karlskrona, död 15 december 1984  i Kungsängen, var en svensk friherre, sjömilitär och kammarherre.
Oscar af Ugglas studerade vid Kungliga Sjökrigsskolan från 1919 till 1922. Han var kammarherre 1940–1947 i hovstaterna för prins Gustaf Adolf och prinsessan Sibylla.

## Familj
Oscar af Ugglas var son till kommendörkaptenen av första graden, friherre Gösta af Ugglas och Alfhild Wallenberg. af Ugglas gifte sig 1931 med grevinnan Ingeborg Ulla (Susan) Lewenhaupt. I äktenskapet föddes barnen Thérèse (Thesy) af Ugglas, gift med Sven-Olof Hedengren, och Bertil af Ugglas.

## Militär karriär
Oscar af Ugglas blev 1919 Kadett vid Kungliga Sjökrigsskolan., bedrev 1919–1922 studier vid Kungliga Sjökrigsskolan., utexaminerad 13 oktober 1922  från Kungliga Sjökrigsskolan som Fänrik.. Han blev 192: Löjtnant. och: Fartygschef på Torpedbot nummer 11.. 1928–1929 genomgick han Kungliga Sjökrigshögskolans allmänna kurs.. 1929 var han fartygschef på HMS Perseus.. 1930–1931g enomgick han Kungliga Sjökrigshögskolans högre allmänna kurs.. 1931 var han fartygschef på HMS Pollux., 1931–1936 tänstgjorde han vid Marinstaben.. 1931–1947 var han adjutant hos Hertigen av Västerbotten., 1931 var han bträdande marinattaché i Paris., 1935–1939 lärare vid Kungliga Sjökrigshögskolan.. 1936–1938 var han flaggadjutant i chefen för Kustflottans stab., 1937: Kapten. och fick 1938 avsked från flottan..
1940–1944 Tjänstgjde han vid Marinstaben., 1942 befordrades han till kommendörkapten av andra graden. och 1945 till kommendörkapten av första graden i flottan.. Från cirka 1950 ingick han i Flottans reserv.

## Utmärkelser
- Konung Gustaf V:s jubileumsminnestecken med anledning av 90-årsdagen, 16 juni 1948.[8]
- Kommendör av andra klassen av Nordstjärneorden, 6 juni 1947.[8]
- Riddare av Nordstjärneorden, 1942.[9]
- Riddare av första klassen av Svärdsorden, 1943.[10]
- Riddare av första klassen av Vasaorden, 1931.[11]
- Riddare av Johanniterorden i Sverige.[2]
- Kommendör av andra graden av Dannebrogorden, mellan 1947 och 1950.[8]
- Officer av Tunisiska orden Nischan el Iftikhar, 1928.[2]
- Ledamot av direktionen för Kungliga sällskapet Pro Patria, 1945.[5][12]
- hedersdoktor vid matematisk-naturvetenskapliga fakulteten vid Stockholms universitet, 1975.[13]